# Colta
Colta é um cantão do Equador localizado na província de Chimborazo.
A capital do cantão é a cidade de Villa la Unión.